# Manfred Scheiba
Manfred Scheiba (* 8. Januar 1958) ist ein deutscher Fernschachspieler und -funktionär.
Scheiba wuchs in Demmin auf. Er spielte lange für die SG Dynamo Hohenschönhausen und deren Nachfolgeverein Schachfreunde Friedrichshain (Berlin), gab das Nahschach aber 2003 auf.
Als Fernschachspieler wurde ihm von der International Correspondence Chess Federation (ICCF) im Jahre 2018 der Titel Internationaler Meister verliehen, seit 2020 ist er SIM (Senior International Master). Seine höchste Elo-Zahl im Fernschach war 2453 am 1. April 2020.
Seit dem 1. Januar 2021 ist er Präsident des Deutschen Fernschachbundes e. V. (BdF).
Scheiba wohnt in Neuhardenberg (Brandenburg) und arbeitet als selbstständiger Reiki-Meister.

## Kontroversen
Vor Ablauf eines Jahres seiner Amtszeit beschloss die Mitgliederversammlung 2021 des Vereins, den Vorstand mit der Durchführung eines Verfahrens zur Abwahl des Präsidenten zu beauftragen. Im zugrundeliegenden Antrag wurden ihm u. a. häufige Kompetenzüberschreitungen, zu Rücktritten führende Konflikte mit anderen Vorstandsmitgliedern und Rechtsverstöße vorgeworfen. Zur Ausführung des Beschlusses kam es nicht, da der Vorstand bei der Organisation der Mitgliederversammlung eine Fristbestimmung verletzt hatte, worauf das Registergericht alle getroffenen Beschlüsse als nichtig einstufte.
Die Beschlussfähigkeit des Vorstands sollte durch eine Nachwahl in einer außerordentlichen Mitgliederversammlung im September 2022 wiederhergestellt werden. Diese wurde unmittelbar zuvor vom Präsidenten abgesagt. Seine Absage begründete er mit der Erkrankung von zwei Personen. Zuvor waren öffentlich Zweifel u. a. an der rechtmäßigen Organisation der Veranstaltung geäußert worden, die auf eine erneute Nichtigkeit aller zu treffenden Beschlüsse schließen ließen.
In seine Amtszeit fällt die Einstellung der Zeitschrift Fernschachpost, die nach mehrmonatigen Verzögerungen von Ausgaben des Jahres 2021 unter einem Verlust von Abonnenten litt und zuletzt nicht mehr wirtschaftlich herausgegeben werden konnte.